# 小森江站
小森江站（日语：／ Komorie eki */?）是位於福岡縣北九州市門司區，屬於九州旅客鐵道（JR九州）的鹿兒島本線車站。車站編號為JA30。

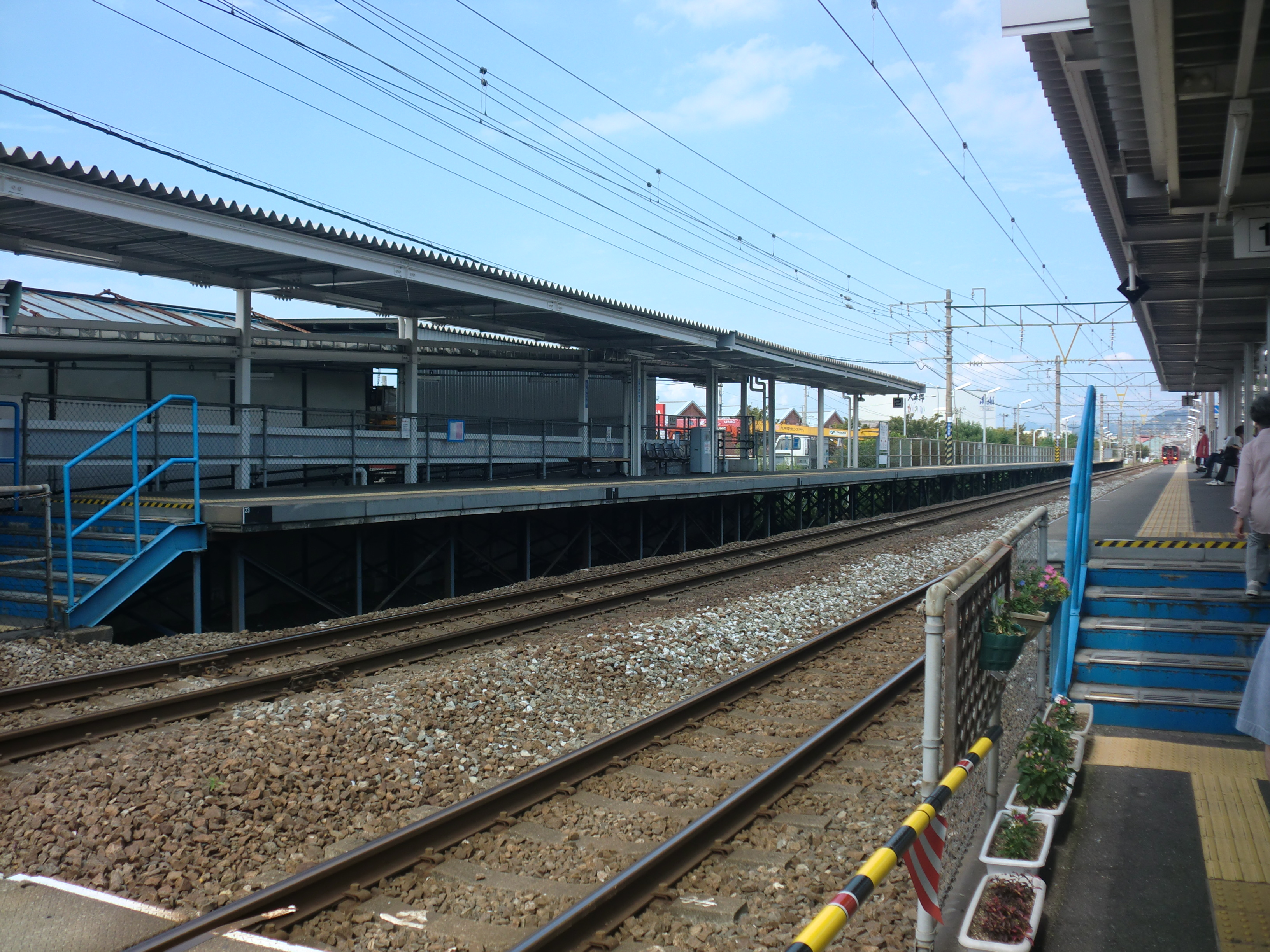
月台（2012年9月）

## 車站構造
本站是地面車站，設有2面2線的相對式月台。站房位於上行月台側，月台與站房間則透過站內平交道連接。而此站在JR特定都區市內的制度中屬於「北九州市內」的車站。
此站是由JR九州服務支援管理的業務委託車站。站內設有自動閘機，亦可使用「SUGOCA」IC卡。此站過去設有簡易自動閘機，現時則設置全規格的自動閘機。此站只可於自動售票機購買「不記名式SUGOCA卡」。又因精簡人手，於2022年3月12日停止綠色窗口運作。

### 月台
| 月台 | 路線       | 上下行 | 方向                                     |
| ---- | ---------- | ------ | ---------------------------------------- |
| 1    | 鹿兒島本線 | 下行   | 小倉、博多方向／ 日豐本線 行橋、中津方向 |
| 2    | 鹿兒島本線 | 上行   | 前往門司港                               |

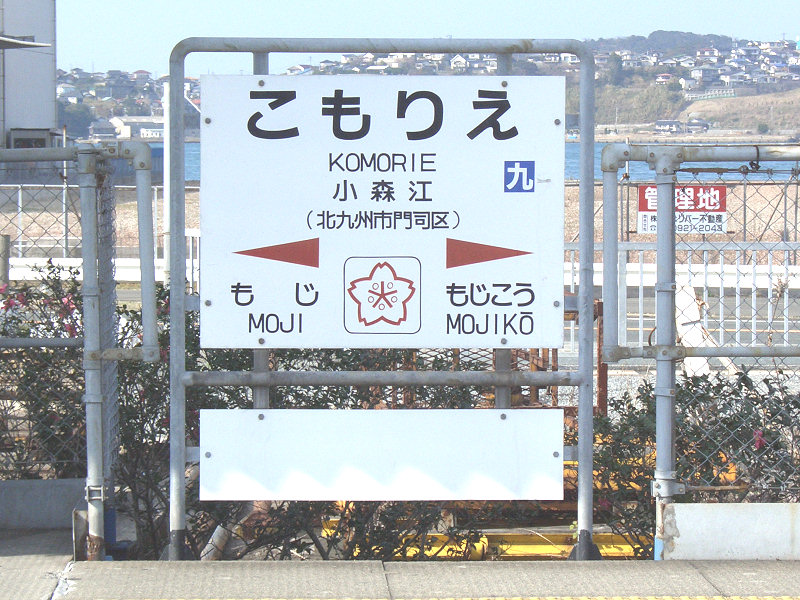
小森江站名牌

## 歷史
- 1988年3月13日：此站啟用[2]。
- 2009年3月1日：此站可以使用IC卡「SUGOCA」[4]。
- 2022年3月12日：停用綠色窗口，改為使用指定席劵發售機[3]。

## 使用狀況
根據JR九州和北九州市的數據，以下是近年1日平均乘車人次列表：
| 年度   | 1日平均 乘車人次 |
| ------ | ---------------- |
| 2000年 | 2,097            |
| 2001年 | 2,019            |
| 2002年 | 1,943            |
| 2003年 | 1,961            |
| 2004年 | 1,942            |
| 2005年 | 1,777            |
| 2006年 | 1,686            |
| 2007年 | 1,609            |
| 2008年 | 1,599            |
| 2009年 | 1,602            |
| 2010年 | 1,611            |
| 2011年 | 1,588            |
| 2012年 | 1,569            |
| 2013年 | 1,542            |
| 2014年 | 1,491            |
| 2015年 | 1,496            |
| 2016年 | 1,461            |
| 2017年 | 1,490            |
| 2018年 | 1,464            |
| 2019年 | 1,446            |
| 2020年 | 1,165            |
| 2021年 | 1,195            |
| 2022年 | 1,223            |

## 車站周邊
車站東邊（車站大樓一方）設有國道3號，車站西邊（關門海峽一方）設有國道199號，均與鹿兒島本線並行，路線夾在2國道之間。國道3號東邊至矢筈山之間一帶為大型住宅團地，海邊多為工場與倉庫。
在此近附近設有山陽本線關門隧道陸地路段，但隧道入口屬門司站管轄範圍。
- 北九州市立門司醫院（日语：北九州市立門司病院）
- 九鐵工業（日语：九鉄工業）總部
- 福岡縣警察（日语：福岡県警察）保安教育中心
- 門司消防署
- HYPER MEDIA SHOPGEO門司大里店
- Tomiyama超級市場門司東町店
- 山田南團地
- 後樂町圓地
- 小森江兒童之森公園（日语：小森江子供のもり公園）
- 矢筈山[2]
- 林芙美子誕生地紀念文學碑[2]

### 巴士
最近巴士站位於國道3號上的西鐵巴士北九州「市立門司醫院前」巴士站。設有路線前往門司港站、門司港懷舊、和布刈、田野浦、砂津、小倉市中心、戶畑方向。

## 相鄰車站
九州旅客鐵道
鹿兒島本線
■快速、■區間快速、■普通
門司港（JA31）－*（貨）葛葉－小森江（JA30）－門司（JA29）
*刪除線為廢站（在廢止當時此站未啟用）

## 外部連結
- JR九州小森江站網頁 （页面存档备份，存于）